# Промінська сільська рада (Криничанський район)
| Промінська сільська рада — орган місцевого самоврядування у Криничанському районі Дніпропетровської області з адміністративним центром у c. Промінь. Сільській раді підпорядковані населені пункти: - c. Промінь - с. Володимирівка - с. Грушівка - с. Єгорівка - с. Оленівка |

## Склад ради
Рада складається з 14 депутатів та голови.

## Керівний склад сільської ради
| ПІБ                           | Основні відомості                                                         | Дата обрання | Дата звільнення |
| ----------------------------- | ------------------------------------------------------------------------- | ------------ | --------------- |
| Білик Олександр Миколайович   | Сільський голова, 1950 року народження, освіта, безпартійний              | 26.03.2006   | 31.10.2010      |
| Дещенко Олександр Валерійович | Сільський голова, 1985 року народження, освіта вища, член Партії регіонів | 31.10.2010   |                 |

Примітка: таблиця складена за даними джерела

## Розташування
Червонопромінська сільська рада розташована в південно-західній частині Криничанського району Дніпропетровської області, за 20 км від районного центру вздовж річки Мокра Сура.

## Соціальна сфера
На території селищної ради знаходяться такі об'єкти соціальної сфери:
- Червонопромінська середня загальноосвітня школа;
- Червонопромінський дошкільний навчальний заклад (ясла -садок) « Ластівка»;
- Єгорівський фельдшерсько-акушерський пункт;
- Червонопромінський фельдшерсько-акушерський пункт;
- Червонопромінський сільський клуб;
- Червонопромінська сільська бібліотека.